# Gebrüder Abegg

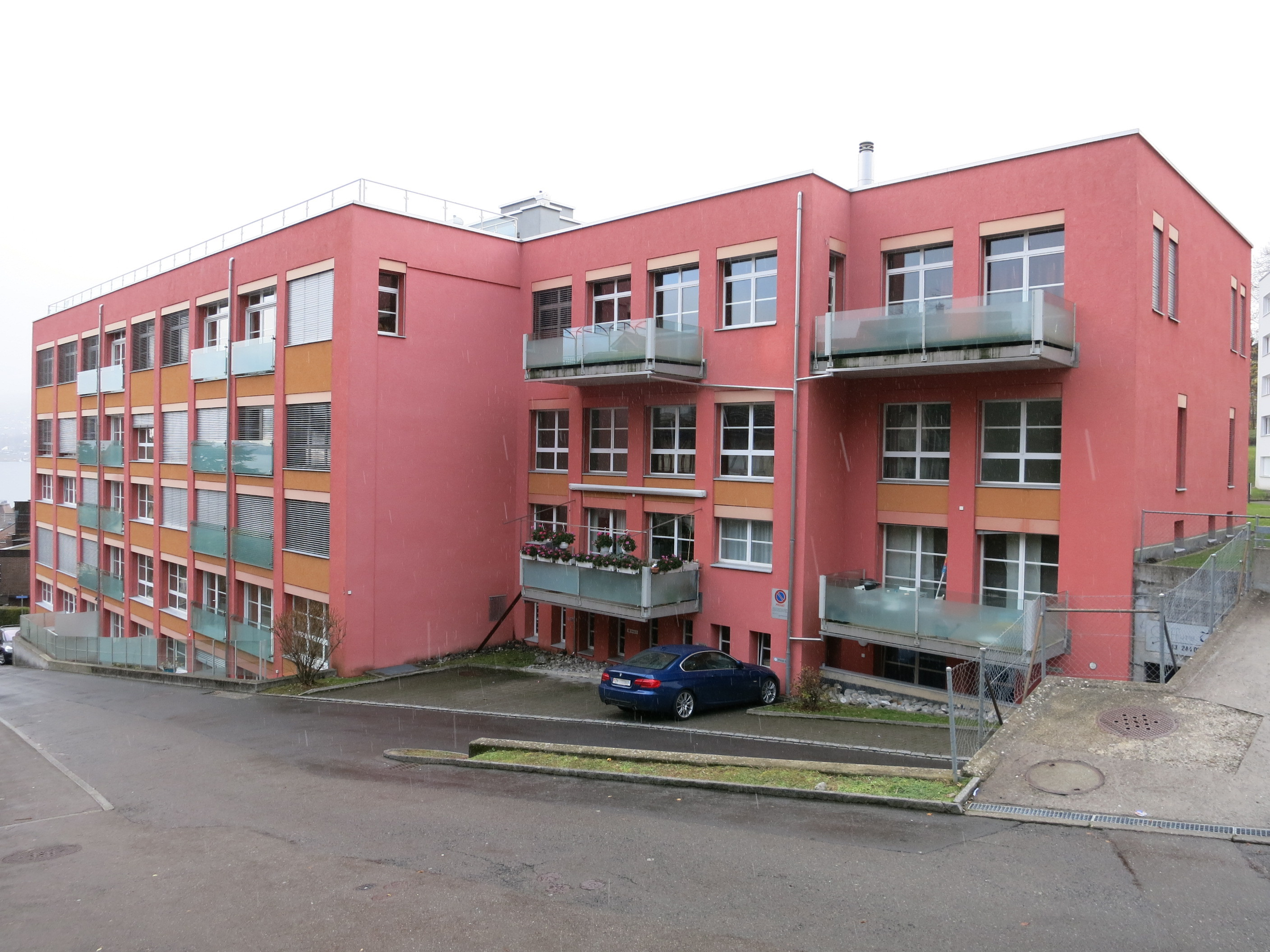
Ehemaliges Fabrikgebäude der Gebrüder Abegg

Die Firma Gebrüder Abegg, Bleicherei, Färberei und Appretur, wurde 1815 in Horgen (Kanton Zürich, Schweiz) gegründet und bestand als Kollektivgesellschaft bis in die 1970er Jahre.

## Vorgeschichte

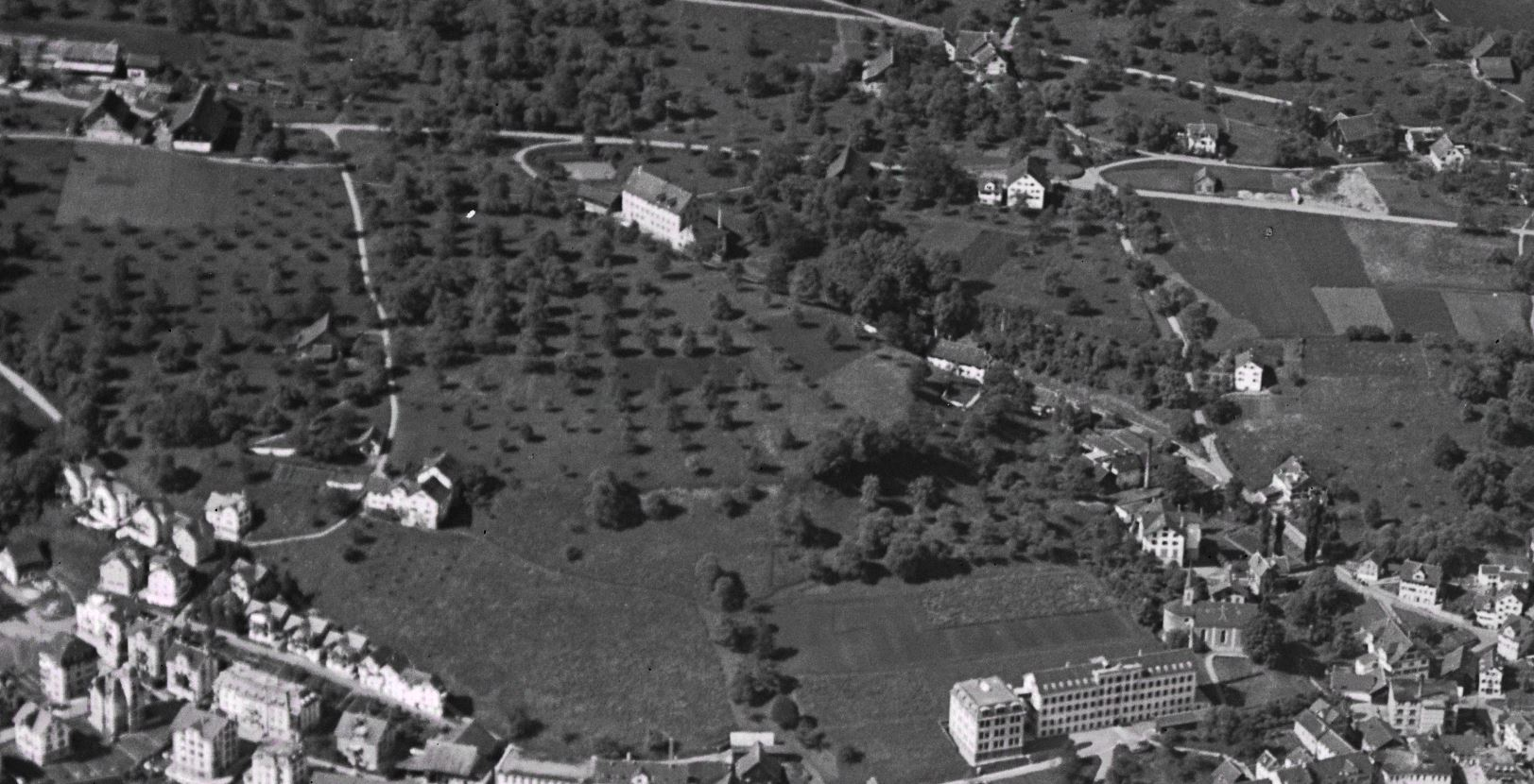
Industriegebiet «Heubach» 1919, von Bildmitte oben nach rechts unten: Schlauchweberei, Knopffabrik, Gebrüder Abegg

Um das Wasser des Dorfbaches (auch Heu- oder Heibach genannt) nutzen zu können, bestand im Schleifetobel in Horgen seit dem 16. Jahrhundert eine wasserangetriebene Schleife, die verschiedenen Schmieden zum Schleifen ihrer Erzeugnisse diente. Sie gab dem Schleifetobel den Namen. Um 1730 gab es eine Lohstampfe der Gerberei Gugolz, die sich im 1790 erbauten Haus Gerwe vis-à-vis der Sust befand. Anfangs 19. Jahrhundert gehörte die Schleife dem Schmied Rudolf Wunderli, der die Wasserkraft für eine Hammerschmiede, eine Tabakstampfe, eine Ölmühle und während kurzer Zeit für eine Baumwollspinnerei nutzte.
Im 19. Jahrhundert entstand entlang des Dorfbaches ein eigentliches Industriegebiet. Verschiedene Firmen, die später weltweit exportierten, hatten hier ihren ersten Fabrikstandort und nutzten die Wasserkraft: Die spätere Textilmaschinenfabrik Grob begann ihre Tätigkeit 1864 im Fabrikgebäude der Familie Suter (ab 1880 Sägerei Suter) im Heubach, die Textilmaschinenfabrik Samuel Vollenweider AG in der ehemaligen Schlauchweberei («Schluuchi») Schwarzenbach und die Schokoladenfabrik Sprüngli in der ehemaligen Schmiede und späteren Knopffabrik Johannes Meyer (ab 1892 Xaver Reichlin).

## Geschichte
1815 erwarb Hans Jakob Abegg-Nägeli, Schreiner und Bleicher, die Hammerschmiede am Ende des Schleifetobels, in der früher eine Bleiche betrieben worden war.
Er begann mit einer Bleicherei auf handwerklicher Basis, die er nach und nach in eine grosse mechanisierte chemischen Bleicherei ausbaute. Die Anlage mit den zwei Wasserrädern wurde anfangs mit der Wasserkraft des Dorfbaches (Heubach) betrieben, wovon eines ehehaft (wasserzinsfrei) war und für das andere Wasserzinsen bezahlt werden musste (zürcherisches Wasserrechtsgesetz von 1836).
1915 wurden die bisherigen zwei Wasserräder durch eine Turbine ersetzt. Der Regierungsrat des Kantons Zürich erteilte (gestützt auf das Wasserbaugesetz von 1901) 1917 den Gebrüdern Abegg das Recht ohne zeitliche Beschränkung mit dem Wasser des Dorfbachs die Turbine zu betreiben sowie das gesamte nutzbare Wasser in Waschtröge, Bleichmaschinen, Kondensatoren usw. zu leiten, es für die Textilveredlung zu verwenden und das Abwasser in unschädlichem Zustand abzuleiten. Eine Gebühr für die Brauchwassernutzung wurde nicht festgesetzt.
1936 wurde an das bestehende Fabrikgebäude ein Anbau erstellt. Im gleichen Jahr übernahm der Sohn Jakob (1801–1871) die Bleicherei. Der liberale Politiker und Unternehmer war Gemeindepräsident von Horgen (1834–1845), Suppleant des Bezirksrats von Horgen (1842–1848), Bezirksrat von Horgen (1848/49), Zürcher Grossrat (1843–1866) und Statthalter des Bezirks Horgen (1849–1865).
Der Sohn Hans Heinrich (1805–1874) gründete mit seinem Schwager Johann Jakob Staub (1803–1888) die Firma Abegg & Staub in Horgen, die 1835 zur grössten Jacquardweberei der Schweiz wurde. Er war 1846 Mitbegründer der Seidentrocknungsanstalt Zürich und 1856 der Schweizerischen Kreditanstalt und deren erster Generaldirektor (1856–1857). 1859 gründete er mit Hans Heinrich Hüni (1816–1894) die Lederfabrik Hüni & Cie. in Friedrichshafen. Der Teilhaber Abegg verliess das Unternehmen 1861 und ging nach Zürich.
In den Kriegsjahren 1941 und 1942 erfolgte ein Fabrikum- und -aufbau. 1945 wurde ein horizontaler Heizkessel aufgestellt. Von 1966 bis 1968 wurde eine Wärmeträgeröl-Heizanlage errichtet.
Die Bleicherei, Färberei und Appretur der Gebrüder Abegg bestand bis in die 1970er Jahre. 2002 wurden im Fabrikgebäude Loftwohnungen eingebaut. 1986 wurde die seit 1947 bestehende Angestellten- und Arbeiterfürsorgestiftung der Firma Gebrüder Abegg vom Bezirksrat Horgen aufgehoben.